# Dobra biskupie
Dobra biskupie
Dobra stołowe biskupów – mniejsze lub większe posiadłości nadane przywilejami przez książąt i królów, zakupione od osób świeckich lub osadzane po wykarczowaniu lasu (tzw. osadzone na surowym korzeniu) najczęściej lokowane na prawie niemieckim (magdeburskim) lub przenoszone z prawa polskiego. Najczęściej zorganizowane w klucze. Dochód był przeznaczony na potrzeby biskupa i jego
diecezji. 
Dobra kapitulne (kapituły)
najczęściej dzieliły się na:
- majątek wspólny kapituły - dobra chlebowe (villae panum) – dochody do podziału między członków kapituły
- majątek seminarium duchownego
- majątek poszczególnych prałatur i kanonikatów
- majątek samej katedry - kościoła metropolitalnego
- wsie prestymonialne (głównie proboszcza kościoła metropolitalnego),
- wsie gracjalne (będące własnością biskupa lub pochodzące z innych dóbr kościelnych)

Taki podział dóbr pozwalał członkom kapituły uczestniczyć w podziale dochodów. Im wyższy urząd tym większe uprawnienia do majątku.
Na dochody z dóbr składały się opłaty wnoszone z ról uprawnych (od łana - miara pow.) przez mieszkańców, 
sołtysów i dzierżawców folwarków w postaci dziesięciny snopowej, czynszu płaconego w gotówce i innych świadczeń.
Zarząd dóbr nie był skomplikowany - z zasady były wydzierżawiane na krótkie okresy (najczęściej 3 lata). Sposób gospodarowania określany był w kontrakcie a kontrole przeprowadzano na zasadzie lustracji 
i porównaniu inwentarzy. Najczęściej dzierżawcami byli duchowni. Czasami poddzierżawiano dobra.